# James Wong (scénariste)
Pour les articles homonymes, voir James Wong et Wong.
James Wong (né le 20 avril 1959 à Hong Kong) est un scénariste, producteur et réalisateur américain d'origine chinoise.

## Biographie
À l'âge de dix ans, James Wong quitte Hong Kong pour immigrer avec sa famille aux États-Unis. C'est au lycée El Cajon de San Diego qu'il fait la rencontre de son fidèle ami Glen Morgan, avec qui il coécrit de nombreux scénarios. Passionnés de cinéma et de télévision, ils intègrent une troupe d'improvisation théâtrale à La Jolla, en Californie, avant de poursuivre des études en cinéma à l'université Loyola Marymount, dont ils sortent diplômés en 1983.
En 1985, James Wong et Glen Morgan rédigent leur premier script pour le cinéma, celui de De sang-froid (The Boys Next Door), un film policier de Penelope Spheeris avec Charlie Sheen. Ils sont ensuite engagés par la compagnie de Stephen J. Cannell et écrivent des scénarios pour les séries télévisées 21 Jump Street et L'As de la crime. Déçus par le tour pris par cette série, ils quittent Cannell en 1993 et rejoignent l'équipe de scénaristes d'une nouvelle série, X-Files.
Wong et Morgan coécrivent le scénario de certains des épisodes les plus marquants des deux premières saisons de X-Files, tels que Compressions, Projet Arctique, Le Message, Le Retour de Tooms, Coma et La Main de l'enfer, leur style exerçant une influence importante sur l'évolution de la série. Ils deviennent les premiers bras droits de Chris Carter et contribuent à étoffer les personnages de Mulder et Scully. Ils quittent X-Files au milieu de la deuxième saison pour créer leur propre série, Space 2063, mais celle-ci est un échec et ne dure qu'une saison. Morgan et Wong reviennent donc sur X-Files pour la quatrième saison de cette série et signent notamment les épisodes La Meute, l'un des plus acclamés mais aussi l'un des plus controversés de la série en raison de sa violence, et L'Homme à la cigarette, que Wong met en scène.
Wong et Morgan deviennent ensuite les show runners de Millennium, une autre série créée par Chris Carter, pour la deuxième saison de celle-ci. Ils donnent à cette série une toute nouvelle direction ainsi qu'une conclusion car son renouvellement est incertain. Finalement, la série est renouvelée pour une dernière saison mais Morgan et Wong la quittent pour se tourner vers le cinéma. Leur premier film, Destination finale (2000), que Wong réalise, remporte un succès inattendu au box-office et donne ainsi naissance à toute une série de suites, le duo signant d'ailleurs également le troisième volet (2006). Wong réalise également le long métrage de science-fiction The One (2001) dont il a coécrit le scénario avec Morgan.
Morgan et Wong décident ensuite de se consacrer chacun de leur côté à leurs propres projets. En 2009 Wong met en scène le manga Dragon Ball qu'il décide de faire avec de vrais acteurs dans le film Dragonball Evolution. Mais le film est un échec public et critique retentissant. Il participe ensuite à la production de la série The Event.
De 2011 à 2014, on retrouve James Wong au générique de American Horror Story, en tant que coproducteur et scénariste de deux épisodes de chacune des quatre premières saisons. En 2016, Wong revient à la série qui l'a rendu célèbre à l'occasion du retour de X-Files sous la forme de sa 10e saison. Wong scénarise et réalise le deuxième épisode. Il fait de même pour le 5e épisode de la 11e saison.

## Filmographie

### Réalisateur
- 1996 : X-Files (épisode L'Homme à la cigarette)
- 2000 : Destination finale (Final Destination)
- 2001 : The One
- 2006 : Destination finale 3 (Final Destination 3)
- 2009 : Dragonball Evolution
- 2010 : Tower Prep (série TV, saison 1 épisode 3)
- 2011 : The Event (série TV, saison 1 épisode 22)
- 2016 : X-Files (saison 10 épisode 2)
- 2018 : X-Files (saison 11 épisode 5)

### Scénariste
- 1985 : De sang-froid (The Boys Next Door)
- 1989 : Booker (série TV, saison 1 épisode 10)
- 1989-1990 : 21 Jump Street (série TV, 11 épisodes)
- 1991-1993 : L'As de la crime (série TV, 8 épisodes)
- 1993-1997 : X-Files (série TV, 14 épisodes)
- 1995-1996 : Space 2063 (série TV, 10 épisodes)
- 1996-1998 : Millennium (série TV, 15 épisodes)
- 2000 : Destination finale (Final Destination)
- 2000 : Les Médiums (série TV, 5 épisodes)
- 2001 : The One
- 2006 : Destination finale 3 (Final Destination 3)
- 2010-2011 : The Event (série TV, 4 épisodes)
- 2011-2017 : American Horror Story (série télévisée, 12 épisodes)
- 2014 : Rosemary's Baby (mini-série)
- 2016 : X-Files (saison 10 épisode 2)
- 2018 : X-Files (saison 11 épisode 5)

### Producteur
- 1991-1993 : L'As de la crime (The Commish) (série TV)
- 1995-1996 : Space 2063 (série TV)
- 1993-1997 : X-Files (série TV)
- 1996-1998 : Millennium (série TV)
- 2000 : Les Médiums (The Others) (série TV)
- 2001 : The One
- 2003 : Willard
- 2006 : Destination finale 3 (Final Destination 3)
- 2006 : Black Christmas
- 2010-2011 : The Event (série TV)
- 2011-2017 : American Horror Story (série TV)
- 2011-2016 : Scream Queens (série TV)
- 2016 : X-Files (série télévisée)

## Distinctions

### Nominations
- Primetime Emmy Awards 1995 : Meilleure série télévisée dramatique pour X-Files partagé avec Chris Carter (Producteur exécutif), R. W. Goodwin (Producteur co-exécutif), Glen Morgan (Producteur co-exécutif), Howard Gordon (Producteur superviseur), Rob Bowman (Producteur), David Nutter (Producteur), Joseph Patrick Finn (Producteur), Kim Manners (Producteur) et Paul Rabwin (en) (Coproducteur).
- Primetime Emmy Awards 1997 : Meilleure série télévisée dramatique et Meilleure réalisation pour une série télévisée dramatique pour X-Files
- Primetime Emmy Awards 2013 : Meilleure mini-série ou meilleur téléfilm pour American Horror Story: Asylum partagé avec Ryan Murphy (Producteur exécutif), Brad Falchuk (Producteur exécutif), Dante Di Loreto (en) (Producteur exécutif), Tim Minear (Producteur exécutif), Jennifer Salt (Productrice co-exécutive), Jessica Sharzer (en) (Productrice co-exécutive), Bradley Buecker (en) (Producteur co-exécutif), Alexis Martin Woodall (en) (Producteur) et Chip Vucelich (Producteur).
- Primetime Emmy Awards 2014 : Meilleure mini-série ou meilleur téléfilm pour American Horror Story: Coven partagé avec Ryan Murphy (Producteur exécutif), Brad Falchuk (Producteur exécutif), Dante Di Loreto (en) (Producteur exécutif), Tim Minear (Producteur exécutif), Jennifer Salt (Producteur exécutif), Bradley Buecker (en) (Producteur exécutif), Jessica Sharzer (en) (Productrice co-exécutive), Douglas Petrie (Producteur co-exécutif), Alfonso Gomez-Rejon (Producteur co-exécutif), Alexis Martin Woodall (en) (Producteur) et Joe Incaprera (Producteur co-exécutif).
- Primetime Emmy Awards 2015 : Meilleure mini-série ou meilleur téléfilm pour American Horror Story: Freak Show partagé avec Ryan Murphy (Producteur exécutif), Brad Falchuk (Producteur exécutif), Dante Di Loreto (en) (Producteur exécutif), Tim Minear (Producteur exécutif), Jennifer Salt (Producteur exécutif), Bradley Buecker (en) (Producteur exécutif), Jessica Sharzer (en) (Productrice co-exécutive), Alexis Martin Woodall (en) (Producteur exécutif) et Robert M. Williams Jr. (Producteur exécutif).